# Сименс, Карл Генрих фон
Карл Генрих фон Сименс (нем. Carl Heinrich von Siemens, или просто Карл фон Сименс, российское гражданство получил под именем Карл Фёдорович Сименс; 3 марта 1829 года Менцендорф, Мекленбург-Шверин — 21 марта 1906 года Ментона, Франция) — немецко-российский предприниматель.

## Биография
Сын (восьмой из четырнадцати детей) землевладельца Христиана Фердинанда Сименса (31 июля 1787 — 16 января 1840) и Элеоноры Дейхманн (1792 — 8 июля 1839). Братья: Вернер фон Сименс и Вильям Сименс.
В 1853 году в ходе путешествия в Санкт-Петербург Карл Сименс основал российское представительство компании своего брата Siemens & Halske, сегодня известное как завод «Севкабель». Сименс заключил контракт на создание русской телеграфной сети.
В 1869 году Карл переехал в Англию, где помогал своему брату Вильяму. В 1880-е он вернулся в Россию и после смерти в 1892 году своего брата Вернера стал генеральным директором Siemens & Halske. В 1904 году он ушёл в отставку.
За службу России Николаем II в 1895 году был возведён в дворянство.

## Память
В честь К. Г. фон Сименса названа улица в Стрельне.

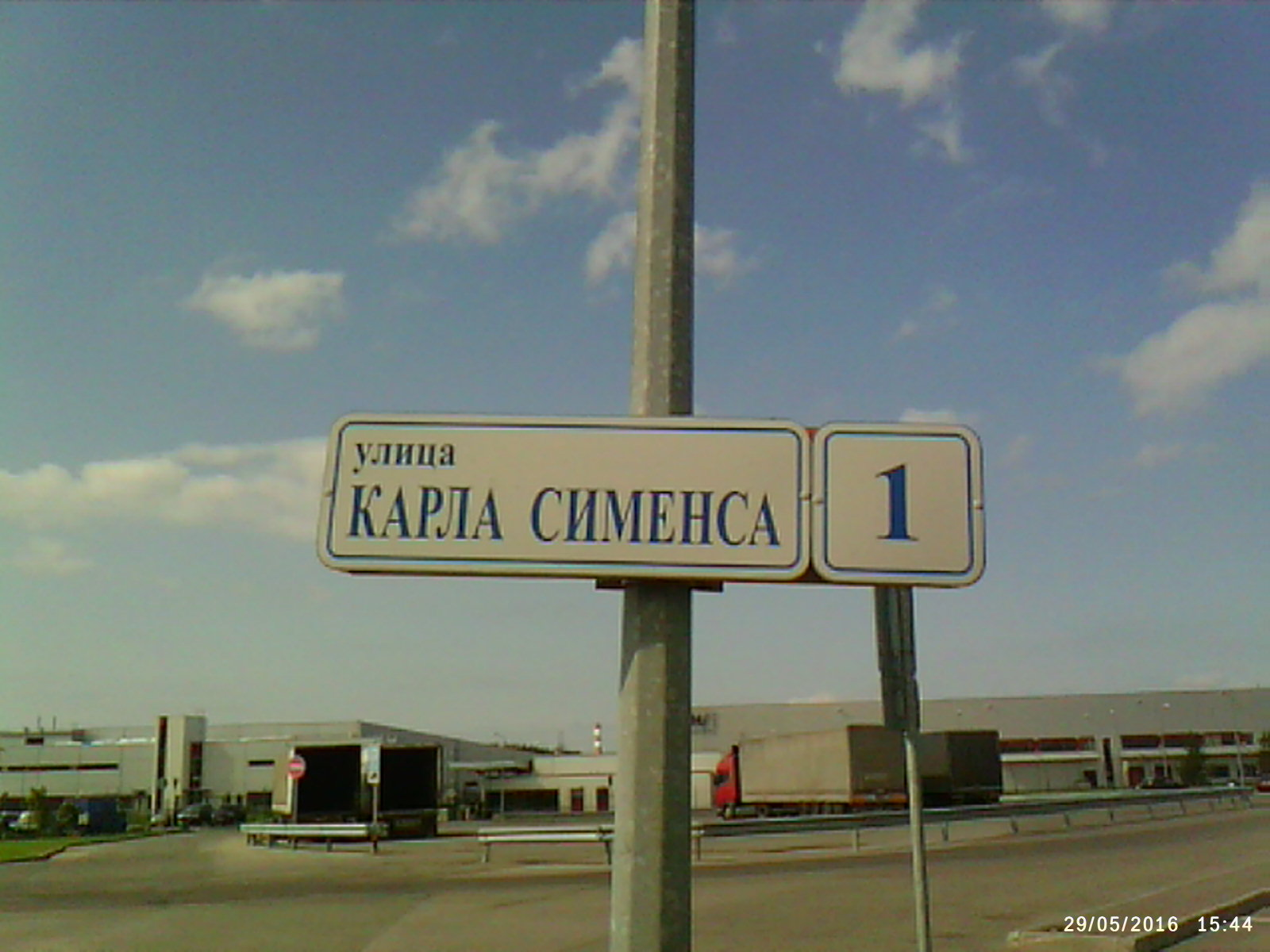
Указатель «Улица Карла Сименса»